# Szyszka (województwo pomorskie)
Szyszka (kaszb. Szëszkò) – osada leśna w Polsce, położona w województwie pomorskim, w powiecie człuchowskim, w gminie Przechlewo. Wchodzi w skład  sołectwa Żołna.
W latach 1975–1998 osada administracyjnie należała do województwa słupskiego.